# 1972年の政治
1972年の政治（1972ねんのせいじ）では、1972年（昭和47年）の政治分野に関する出来事について記述する。

## できごと

### 1月
- 1月3日 - 日米繊維協定、ワシントンで調印。
- 1月4日 - クルト・ワルトハイムが、第4代国連事務総長に就任する。
- 1月6日 - アメリカ・サンクレメンテで佐藤栄作首相とリチャード・ニクソン米大統領会談。7日共同声明発表。沖縄返還が5月15日に確定する。
- 1月7日 - インド・北ベトナム国交樹立。
- 1月11日 - 東パキスタンが、国号をバングラデシュに改称する。
- 1月22日 - イギリス、アイルランド、デンマーク、ノルウェーの4ヶ国が、EC（ヨーロッパ諸共同体）加盟条約に調印。
- 1月30日
  - 北アイルランドのロンドンデリーでカトリック系住民のデモ隊にイギリス軍が発砲（血の日曜日）。
  - パキスタンが、イギリス連邦を脱退する。

### 2月
- 2月10日 - フィリピン、ユーゴスラビア及びルーマニアと国交樹立。
- 2月19日 - あさま山荘事件。
- 2月21日 - アメリカのリチャード・ニクソン大統領が訪中する（米大統領としては初）。

### 3月
- 3月19日 - インドとバングラデシュが友好条約に調印する。

### 4月
- 4月1日 - 札幌市、川崎市、福岡市が政令指定都市に指定される。
- 4月10日 - 生物兵器禁止条約調印。

### 5月
- 5月15日 - アメリカから日本へ沖縄返還、沖縄県が発足する。
- 5月22日 - セイロンが共和制に移行し、国名をスリランカ共和国に改称。
- 5月26日 - モスクワでニクソン米大統領とレオニード・ブレジネフ・ソ連共産党書記長、SALT Iに調印する。

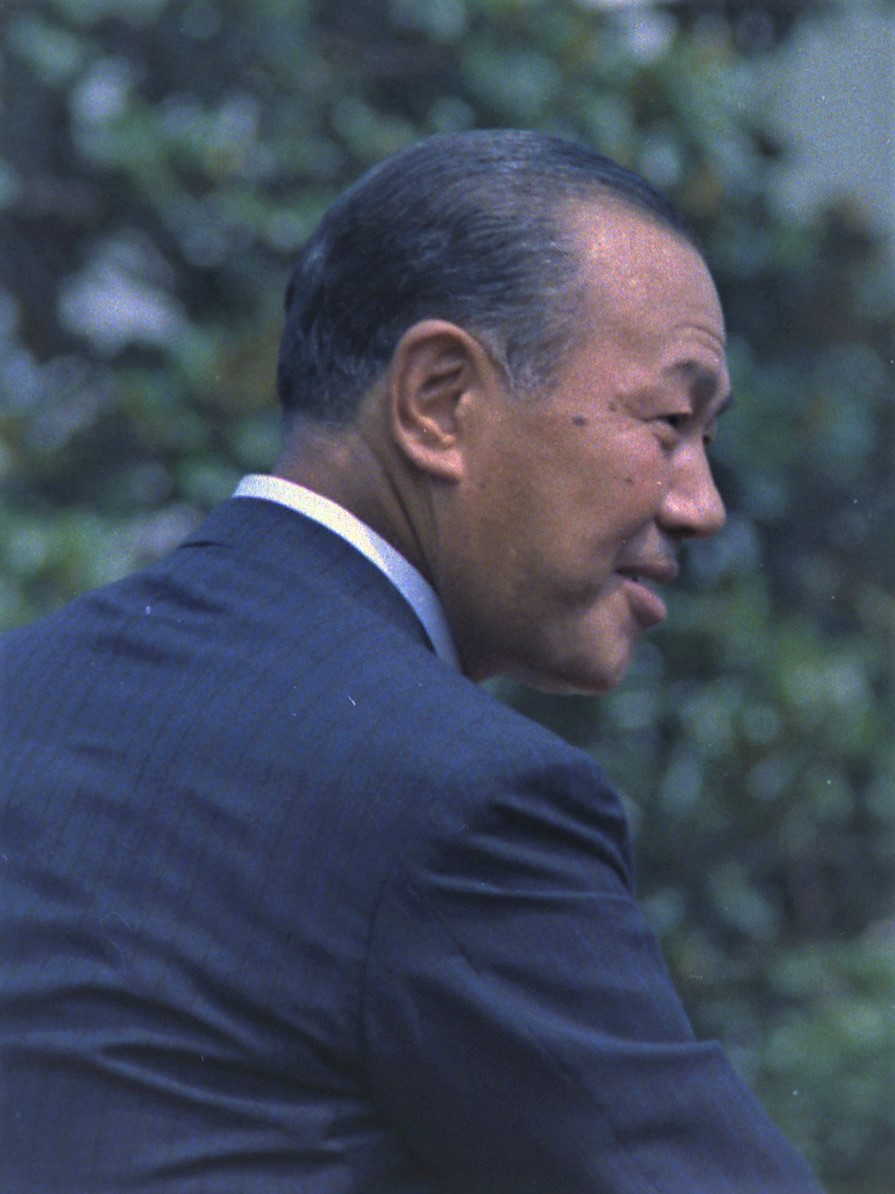
田中角栄

### 6月
- 6月11日 - 田中角栄通産相が「日本列島改造論」発表。
- 6月17日
  - 第68通常国会閉会。佐藤栄作首相、引退を正式表明。
  - アメリカで、ウォーターゲート事件が発覚する。
- 6月25日 - アルゼンチン大統領選挙。フアン・ペロンが、アルゼンチン大統領に当選する。

### 7月
- 7月3日 - 肖向然・中日備忘貿易弁事部東京連絡処首席代表が来日。
- 7月5日 - 自由民主党総裁選挙。田中角栄が第6代自由民主党総裁に選出される。
- 7月6日 - 田中角栄が内閣総理大臣に指名される。
- 7月7日
  - 佐藤内閣が総辞職。
  - 第1次田中角榮内閣発足。外相に大平正芳、通産相に中曽根康弘、国務相・副総理に三木武夫、官房長官に二階堂進。
- 7月9日 - 周恩来・中国首相、南イエメン代表団歓迎パーティで、日本の問題に言及。
- 7月10日 - 中国上海舞劇団（孫平化団長）来日。
- 7月12日 - 佐々木更三社会党元委員長訪中。周恩来首相と会談。
- 7月20日 - 来日中の孫平化・中国上海舞劇団団長が大平正芳外相、三木武夫国務相、橋本登美三郎自民党幹事長らと会談。
- 7月25日 - 竹入義勝公明党委員長訪中。27日から29日にかけて周恩来首相と会談。中国側は日中共同声明の第一次案を提示。

### 8月
- 8月3日 - 竹入義勝公明党委員長帰国。5日、田中首相と会談。
- 8月7日 - 田中首相の私的諮問機関である日本列島改造問題懇談会が発足。
- 8月7日 - 蔣経国・中華民国（台湾）首相、日中国交正常化の動きについて日本を批判。
- 8月10日-8月11日 - アメリカ、ベトナムからの地上勢力の撤退を終了。
- 8月16日 - 中華民国（台湾）駐日大使が大平正芳外務大臣と会談。日本に抗議。
- 8月31日 - 日米首脳会談。田中首相とニクソン大統領がハワイ・ホノルルで会談。

### 9月
- 9月5日 - ミュンヘンオリンピック事件。アラブ・ゲリラがオリンピック選手村に潜入しイスラエル人選手ら11名を殺害。
- 9月9日 - 自民党の古井喜実、田川誠一衆議院議員が訪中。
- 9月14日 - 閣議でむつ小川原開発を了承する。列島改造の最初。
- 9月25日
  - ノルウェーのEC加盟が国民投票で否決される。
  - 田中角栄首相、大平正芳外相が訪中。田中首相、周恩来首相による第一回日中首脳会談。
- 9月26日 - 第二回日中首脳会談。
- 9月27日 - 第三回日中首脳会談。田中首相、毛沢東中国共産党主席と会談。
- 9月28日 - 第四回日中首脳会談。
- 9月29日 - 日本国政府と中華人民共和国政府の共同声明（日中共同声明）調印。日中国交回復。日華平和条約が終了。日本と台湾は国交を断絶。

### 10月
- 10月12日 - 韓国と北朝鮮の間に第一回板門店会議が開催される。
- 10月20日 - 工業再配置法－地域指定を閣議で承認。

### 11月
- 11月7日 - アメリカ合衆国大統領選挙でリチャード・ニクソンが再選される。
- 11月8日 - 衆議院、「日中共同宣言に関する決議」を採択。
- 11月13日 - 衆議院解散。
- 11月30日 - 国土の利用に関する総合計画法成立。

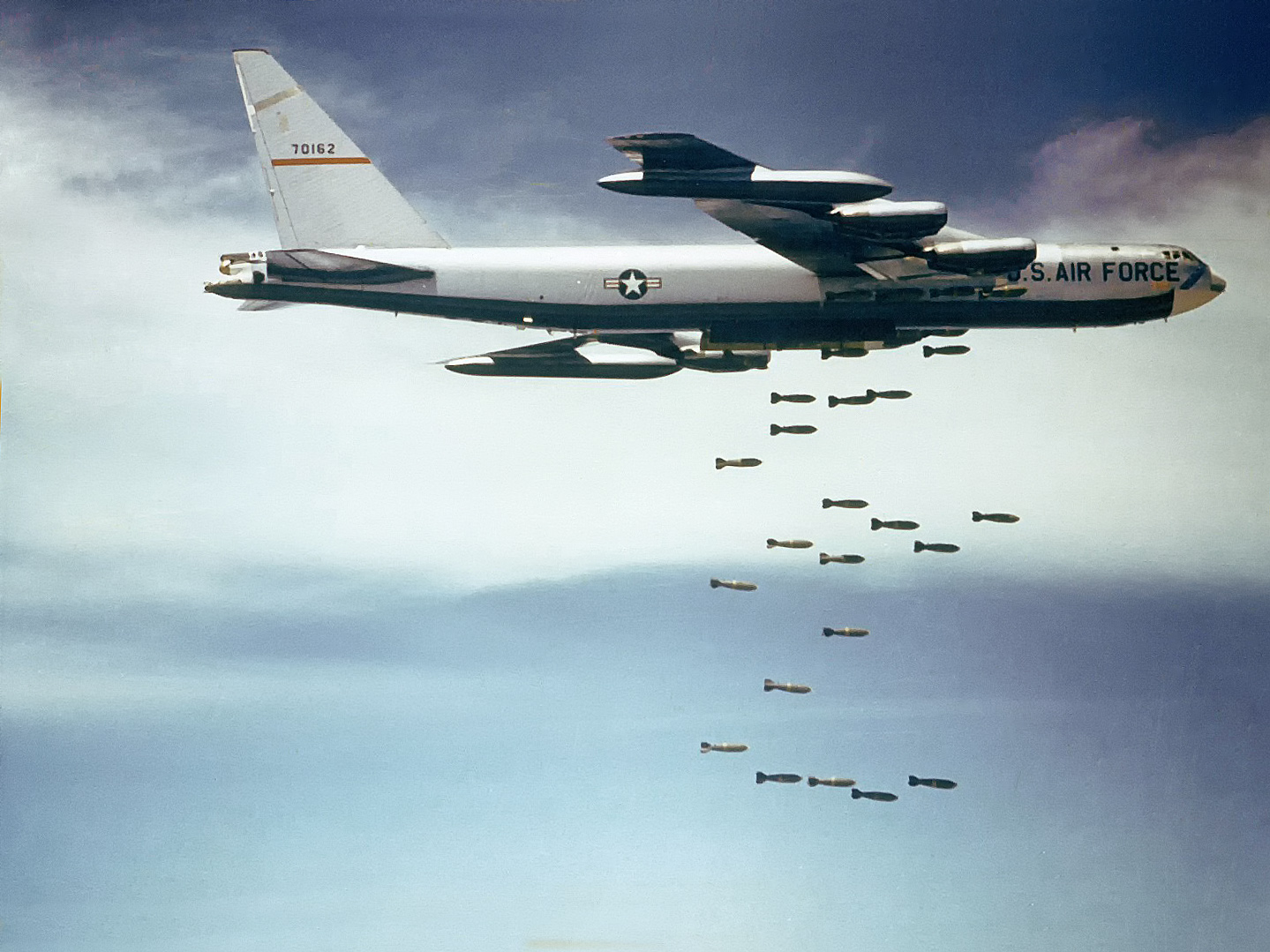
爆弾を投下するB-52戦略爆撃機

### 12月
- 12月10日 - 第33回衆議院議員総選挙。 
  - 自由民主党271議席、日本社会党118議席、日本共産党38議席、公明党29議席、民社党19議席、諸派2議席、無所属14議席（そのうち自民党は保守系無所属11名を追加公認）。
- 12月17日（18日？） - アメリカ軍、北ベトナム爆撃（北爆）を再開。
- 12月21日 - 東西両ドイツ、互いを国家承認。基本条約を締結。
- 12月22日 - 第2次田中角榮内閣成立。福田赳夫が行政管理庁長官として入閣。
- 12月27日 - 北朝鮮最高人民会議第5期第1回会議、憲法改正（朝鮮民主主義人民共和国社会主義憲法・1972年憲法）。国家主席を新設。
- 12月28日 - 金日成が国家主席に選出される。
- 12月 - 国土庁地価評価額を発表。地方都市の地価暴騰拡大。

## 死去
- 4月5日 - ポール・M・スモール :  アメリカ合衆国元ノースカロライナ州議員（1888年）

## 参考項目
- 沖縄返還
- 第1次田中角榮内閣
- 第2次田中角榮内閣
- 日中国交正常化
- 日本列島改造論
- 第33回衆議院議員総選挙